# The Alien Factor
The Alien Factor è un  film del 1978, diretto da Don Dohler. È una storia di ambientazione fantascientifica.

## Trama
Giunti dallo spazio alcuni animali alieni, fuggiti da un'astronave che avrebbe dovuto portarli in uno zoo spaziale, provocano disastri sulla terra e uccidono persone. Lo sceriffo del luogo indaga.

## Seguiti
Del film si è girato un secondo titolo, Alien Factor 2: The Alien Rampage anche se non corrisponde proprio ad un vero sequel.